# موسى مصطفى موسى
موسى مصطفى موسى (13 أبريل 1952) مهندس معمارى وسياسي مصري. هو حالياً رئيس حزب الغد وقد أعلن ترشحه رسمياً لانتخابات الرئاسة المصرية 2018 وأعلن يوم الإثنين 29 يناير 2018 أن الهيئة الوطنية للانتخابات المصرية قبلت أوراق ترشحه وقد تم استيفاء كافة الشروط المطلوبة. في 30 يناير 2018 أعلنت الهيئة الوطنية للانتخابات أن موسى مصطفى استوفى شروط الترشح لانتخابات الرئاسة. وكان موسى هو المنافس الوحيد للمرشح عبد الفتاح السيسي في انتخابات الرئاسة المصرية 2018، وحصل على 656,534 صوتا، في حين كانت الأصوات الباطلة 1,762,231 صوتا.

## حياته
ولد موسى مصطفى في 13 أبريل 1952، وهو متزوج ولديه ثلاثة أبناء. نشأ موسى مصطفى في عائلة سياسية فهو ابن المهندس مصطفى موسى زعيم الطليعة الوفدية وزعيم الحركة الطلابية وأحد أعضاء حزب الوفد. كانت رغبة والده أن يدرس موسى مصطفى في فرنسا، وقد حصل موسى مصطفى على بكالوريوس وماجستير الهندسة المعمارية من المدرسة الوطنية العليا للعمارة في فرساي بمدينة فرساي الفرنسية.

## عمله السياسي
انضم موسى مصطفى إلى حزب الغد بعد تأسيسه عام 2005 على يد أيمن نور وكان موسى هو نائب الحزب، ولكن حدث انقسام حاد في الحزب بين رئيس الحزب أيمن نور وبين نائبه موسى مصطفى، وقرر أيمن نور فصل موسى مصطفى. أعلن موسى مصطفى نفسه رئيساً شرعياً لحزب الغد في أكتوبر 2005 بعد عقد جمعية عمومية، ولكن لجنة شؤون الأحزاب اعترفت به رئيساً للحزب عام 2011.
شارك موسى مصطفى في انتخابات مجلس الشعب المصري 2010 وترشح عن دائرة جنوب الجيزة وقت الصراع مع أيمن نور على رئاسة الحزب،  ولم ينجح في دخول البرلمان المصري.
أنهت لجنة شئون الأحزاب الصراع بين أيمن نور وموسى مصطفى موسى عام 2011، بإعلان موسى رئيسًا للحزب في مايو 2011، ثم اندمج الحزب مع 24 حزبًا آخر في حزب المؤتمر المصري في سبتمبر 2012.
أطلق موسى مصطفى حملة «كمل جميلك يا شعب» التي طالبت بترشح عبد الفتاح السيسي في 2014، وفي 24 أغسطس 2017 أسس حملة «مؤيدون» لمساندة عبد الفتاح السيسي في الانتخابات الرئاسية 2018 ، إلا إنه تراجع عن حملة «مؤيدون» وبرر ذلك في مؤتمر صحفي يوم الإثنين 29 يناير 2018 بأنه كان يعتقد أن الفريق أحمد شفيق سيخوض الانتخابات الرئاسية وينافس عبد الفتاح السيسي.

## انتخابات الرئاسة المصرية 2018
أعلن موسى مصطفى خوض انتخابات الرئاسة المصرية 2018 وفي أقل من 24 ساعة أعلن حصوله على ما يزيد عن 20 تزكية برلمانية من نواب البرلمان المصري وما يزيد عن 25,000 توكيل من المواطنين في مؤتمر صحفي مساء يوم الإثنين 29 يناير 2018 بمقر حزب الغد، وأنه أرفق 20 تزكية برلمانية بطلب ترشحه بدلاً من التوكيلات لتسهيل فحص أوراق ترشحه.
في 30 يناير 2018 أعلنت الهيئة الوطنية للانتخابات في بيان رسمي لها أن المرشح موسى مصطفى موسى أرفق بطلب ترشحه 20 تزكية برلمانية، وقامت الهيئة بفحص أوراق المرشح وقدمت تقريرا انتهت فيه إلى أن المرشح موسى مصطفى موسى استوفى الشروط المتطلبة للترشح في الانتخابات الرئاسية 2018.
وقد أعلنت لجنة الانتخابات حصول السيسي على 21,835,387 صوتا وحصول موسى على 656,534 صوتا بينما كان عدد الأصوات الباطلة 1,762,231 صوتا.
|                   | عدد المسجلين | عدد الحضور | نسبة المشاركة | الأصوات الصحيحة | السيسي   | الأصوات الباطلة | موســـى |
| ----------------- | ------------ | ---------- | ------------- | --------------- | -------- | --------------- | ------- |
| العدد             | 58921078     | 24254152   | 41.16%        | 22491921        | 21835387 | 1762231         | 656534  |
| النسبة من الحضور  |              | 41.16%     |               | 92.73%          | 90.03%   | 7.27%           | 2.71%   |
| النسبة من الصحيحة |              |            |               |                 | 97.08%   |                 | 2.92%   |